# 24611 Svetochka
24611 Svetochka este un asteroid din centura principală de asteroizi.

## Descriere
24611 Svetochka este un asteroid din centura principală de asteroizi. A fost descoperit pe 26 septembrie 1978 la Observatorul de Astrofizică din Crimeea de Liudmila Juravliova. Asteroidul prezintă o orbită caracterizată de o semiaxă mare de 2,22 ua, o excentricitate de 0,17 și o înclinație de 3,9° în raport cu ecliptica.